# 普萊塞茨凱
50°13′16″N 30°6′31″E / 50.22111°N 30.10861°E
普萊塞茨凱（烏克蘭語：Плесецьке）是位於烏克蘭北部的村莊，由基辅州法斯蒂夫區的卡利尼夫卡市鎮負責管轄。該村始建於1601年，面積9.86平方公里，海拔高度172米，2001年人口3,849，人口密度每平方公里390.6人。